# NGC 1580
NGC 1580 је спирална галаксија у сазвежђу Еридан која се налази на NGC листи објеката дубоког неба.
Деклинација објекта је - 5° 10' 45" а ректасцензија 4h 28m 18,4s. Привидна величина (магнитуда) објекта NGC 1580 износи 13,7 а фотографска магнитуда 14,5. NGC 1580 је још познат и под ознакама MCG -1-12-11, IRAS 04258-0517, PGC 15189.